# Kasper Holten
Pour les articles homonymes, voir Holten (homonymie).
Kasper Holten, né le 26 octobre 1973 à Copenhague, est un metteur en scène danois. Il est le directeur du Royal Opera House à Londres depuis 2011.

## Œuvres
Holten est l'auteur et le réalisateur (avec Mogens Rukov) de Juan, une adaptation moderne en anglais de l'Opéra de Mozart et Da Ponte Don Giovanni, tourné en 2009 avec notamment Christopher Maltman et Mikhail Petrenko.
- Pour Opera Australia, Le Roi Roger de Szymanowski, dirigé par Andrea Molino.
- Trois Grandes Femmes (1996), mis en scène par Sam Besekow et Kasper Holten (Det Kongelige Teater)
- Un opéra basé sur l'histoire du film Brothers de Susanne Bier, composé par Daníel Bjarnason (en) au Musikhuset Aarhus (en) (2017). Il s'agit d'une commande du Den Jyske Opera (en)[3].
- L'Anneau du Nibelung de Wagner au Copenhagen Opera House (2006).
- Béatrice et Bénédict d'Hector Berlioz, dirigé par Leo Hussain (en), avec Malena Ernman et Christiane Karg, au Theater an der Wien.